# Regensburger Religionsgespräch (1541)
Das erste Regensburger Religionsgespräch von 1541 fand im Zusammenhang mit dem Regensburger Reichstag von 1541 statt und sollte ein friedliches Mittel zur Einigung von Altgläubigen (Katholiken) und Protestanten sein. Es wurde von Kaiser Karl V. einberufen, der angesichts der drohenden Türkengefahr nicht auf die militärische Unterstützung der protestantischen Fürsten verzichten konnte.
Im Wormser Religionsgespräch, das von Dezember 1540 bis Januar 1541 stattgefunden hatte und aus dem das so genannte Wormser Buch als Diskussionsgrundlage entstanden war, war die Fortsetzung des Religionsgesprächs beschlossen worden. Dieses fand vom 5. April bis zum 22. Mai 1541 statt. Kaiser Karl V. erschien zu diesem Anlass erstmals seit 1532 wieder im Reich. Er berief einen Ausschuss von damals namhaften Theologen ein, der unter der Leitung seines Ministers Nicolas de Granvelle und des Pfalzgrafen Friedrich II. verhandeln sollte. Die protestantischen Vertreter waren Martin Bucer, Johannes Calvin, Philipp Melanchthon und Johannes Pistorius. Vertreter der altgläubigen (katholischen) Seite waren Johannes Eck, Johannes Gropper und Julius von Pflug. Außerdem wirkte der päpstliche Legat Gasparo Contarini als Berater der Altgläubigen mit. Es sollte über alle 23 Artikel des Wormser Buchs verhandelt werden. Nachdem man sich über die ersten vier Artikel einigen konnte, kam es zu Artikel 5 zur Rechtfertigungslehre zu einer zunächst sensationell anmutenden Einigung. Allerdings war das nur möglich durch einen nicht immer eindeutig formulierten Einigungstext, der dann auch von Rom abgelehnt wurde und von dem sich auch die Protestanten später distanzierten. Kardinal Gasparo Contarini hatte zuvor das Wormser Buch durchgearbeitet und zusammen mit Gropper und dem Kardinalbischof Giovanni Morone einige Stellen, v. a. den Artikel 14 zur  Eucharistie im Sinne der seines Erachtens offiziellen katholischen Lehre verändert, was das Religionsgespräch zu diesem Artikel zum größten unüberbrückbaren Streitpunkt werden ließ.
In der Diskussion erarbeiteten die Gesprächsteilnehmer einen neuen Rechtfertigungsartikel, und zwar frei von der Wormser Vorlage, die man beiseitelegte.  Man versuchte, die augustinische Lehre, die den Aspekt der angerechneten Gerechtigkeit (iustitia imputata), die von den Protestanten vertreten wurde, mit dem Aspekt der daraus folgenden effektiven Gerechtigkeit (iustitia inhaerens), die von den Altgläubigen (Katholiken) vertreten wurde, zu verbinden. In der Folge wurde diese Kompromissformel als duplex iustitia (Lehre von der doppelten Rechtfertigung) bezeichnet. Ob in diesem Kompromiss die Chance zur Überwindung der Kirchenspaltung lag, ist in der Forschung umstritten, ebenso wie die Bedeutung für die ökumenischen Bemühungen im 20. Jahrhundert.
Unüberbrückbare Gegensätze waren die Transsubstantiationslehre in Artikel 14 zur Eucharistie und die Frage des kirchlichen Lehramts und der Beichte. Die 23 lateinischen Lehrartikel und die dazu von den Protestanten eingereichten 9 Gegenartikel, das so genannte Regensburger Buch, wurden dem Kaiser am 31. Mai 1541 offiziell übergeben. Das Bemühen des Kaisers um gegenseitige Verständigung war damit gescheitert.
Das zweite Regensburger Religionsgespräch fand vom 27. Januar bis 10. März 1546 in Regensburg statt.

## Veranstaltungsort

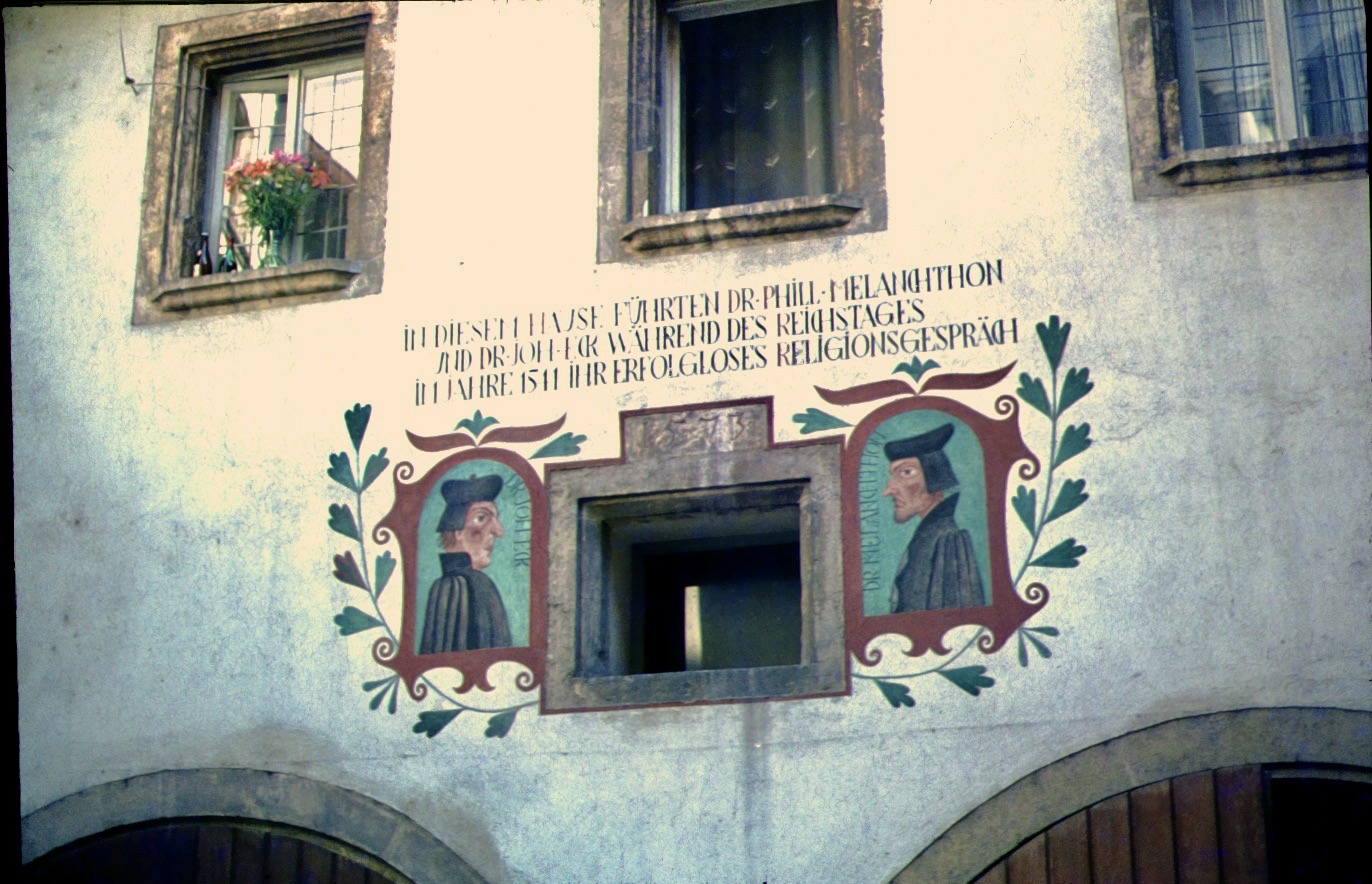
Wandfresko Regensburger Religionsgespräch

Das Gespräch fand in den Räumen der sogenannten Neuen Waag statt, die über den angrenzenden Haidplatz erreichbar sind und damals in Besitz der Reichsstadt Regensburg waren. Im Innenhof des Gebäudekomplexes erinnert seit 1960 ein Wandfresko, auf dem die Teilnehmer Eck und Melanchthon dargestellt sind, an das Religionsgespräch. Heute befindet sich das Bayerische Verwaltungsgericht Regensburg in diesen Gebäuden.